# NGC 1607
NGC 1607 је лентикуларна галаксија у сазвежђу Еридан која се налази на NGC листи објеката дубоког неба.
Деклинација објекта је - 4° 27' 38" а ректасцензија 4h 32m 3,1s. Привидна величина (магнитуда) објекта NGC 1607 износи 13,3 а фотографска магнитуда 14,2. NGC 1607 је још познат и под ознакама MCG -1-12-23, IRAS 04295-0433, PGC 15442.